# プチ・サン・ベルナール峠
プチ・サン・ベルナール峠（プチ・サン・ベルナールとうげ、仏: Col du Petit-Saint-Bernard; 伊: Colle del Piccolo San Bernardo）は、フランスとイタリアとの国境にあるアルプス山脈の峠である。標高は2,188m。

## 名称
日本語文献では「小サン・ベルナール峠」と記されたり、イタリア語名称から「ピッコロ・サン・ベルナルド峠」と記されたりすることもある。
- 英語: Little St. Bernard Pass

## 地理
モンブランの南側で仏伊国境のアルプスを越える、歴史のある峠道である。モンブランの東側でスイス方面に越えるグラン・サン・ベルナール峠（大サン・ベルナール峠）とは対の名称になっている。イタリアのヴァッレ・ダオスタ州とフランスのサヴォワ県を結んでおり、行政上はラ・トゥイール（伊）とSéez（仏）の境界に位置する。
峠越えの道路は、北東側（イタリア側）から以下の集落を通過する。
- プレ＝サン＝ディディエ - ラ・トゥイール - 峠 - Montvalezan - Séez - ブール＝サン＝モーリス

イタリア側は国道26号線 (SS26)  (it:Strada statale 26 della Valle d'Aosta) に、フランス側は地方道1090号線 (D 1090) （国道90号線 (fr:Route nationale 90 (France)) の関連道路）に指定されている。
峠の北東側に位置するプレ＝サン＝ディディエを始点とした場合、水平距離にして23.5kmの地点であり、標高差は1,184m、平均5.0%の勾配がある。また南西側に位置するブール＝サン＝モーリスを始点とした場合、水平距離にして26.5kmの地点であり、標高差は1,348m、平均5.1%、登り始めに最大8.1%の勾配がある。

## 歴史

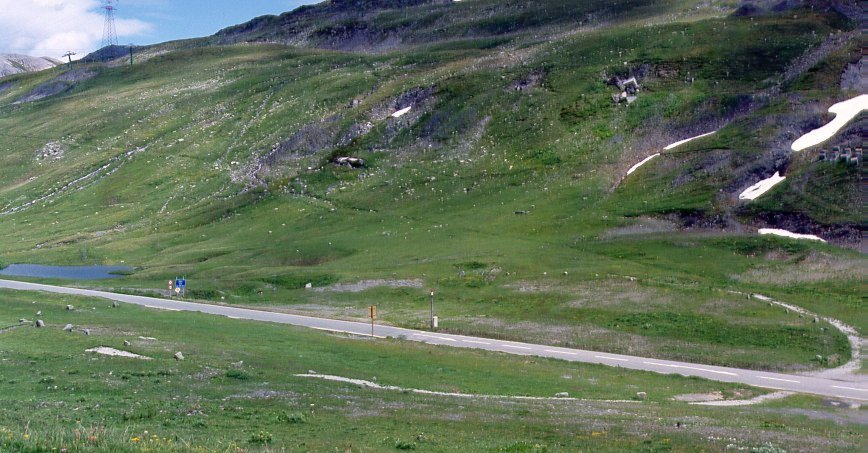
ストーンサークル

この峠には直径72mのストーンサークルが存在する。このストーンサークルがいつ作られたのかははっきりしないが、コインが発見されていることから鉄器時代にさかのぼり、タレンテーズ文化（紀元前725年頃 – 紀元前450年頃）の儀式の跡と考えられている。ストーンサークルの中を道路が通っているために損傷を蒙っているが、19世紀に修復が行われている。
ローマ人たちは峠の近くに、旅人のための宿駅 (Mansio) と、ユピテルに捧げる神殿を築いた。第二次ポエニ戦争においてカルタゴの将軍ハンニバルがおこなった有名な「アルプス越え」の場所については諸説あるが、この峠も候補の一つである。

## ツール・ド・フランス
2009年のツール・ド・フランス第16ステージのコースとして46年ぶりに組み入れられた。
| 年   | ステージ | カテゴリー | 1位通過選手                |
| ---- | -------- | ---------- | -------------------------- |
| 2009 | 16       | 1          | フランコ・ペッリツォッティ |
| 1963 | 17       | 2          | フェデリコ・バーモンテス   |
| 1959 | 18       | 1          | ミケーレ・ジスモンディ     |
| 1949 | 17       | 2          | ジーノ・バルタリ           |